# Niouldé
Niouldé  est une localité de l'ouest de la Côte d'Ivoire et appartenant au département de Guiglo, Région du Moyen Cavally dans la sous-préfecture de KAADE.
La localité de Niouldé est le chef-lieu du canton Guissé-Guéo.
Niouldé est avec Béoua les deux villages du canton Guissé-Guéo dont le chef est M. N'Diaye Momboy Thomas
Niouldé est située sur l'axe de Guiglo vers Bloléquin, après Béoua et avant Guézon.
Niouldé est constituée par quatre grands groupes familiaux : Dêhi et Bliaho (formant une famille par leur alliance), Ségnounou, Goléha puis Yého et Zrea (formant une famille par leur alliance). 
L'actuel chef du village de Niouldé est Monsieur Doué Edmond.
A Niouldé, il y a une Mutuelle de développement : MUDENI, dont le président actuel est M. Yahi Bohouo Sévérin.
Il est assisté de plusieurs vice-présidents qui sont : 
Messieurs Bailly Désiré, 
Dr Sionkouwon Nestor (Culture et affaires sociales), 
Bouan Guei Gilbert, 
Petama Michel 
et Bah Bedel Clément
Le secrétariat général est assuré par MM. Doh Bahi Michel et Dr Siekoi Alain
La trésorière générale est Mme Clarice Yézion
Le commissariat aux comptes est assuré par M. Bohan Timothée.
Les grands projets à venir pour Niouldé sont :
- Le centre de santé
- Le marché couvert
- Le foyer des jeunes
- Le terrain de sport
- Un collège privé